# Locatello
Locatello (lombardul: Locadèl) település Olaszországban, Lombardia régióban, Bergamo megyében. Lakosainak száma 814 fő (2023. január 1.). Locatello Rota d’Imagna, Brumano, Corna Imagna és Fuipiano Valle Imagna községekkel határos.

## Népesség
A település lakossága az elmúlt években az alábbi módon változott:
| Lakosok száma | 825  | 810  | 814  |
|               | 2017 | 2018 | 2023 |